# Kaito Toba

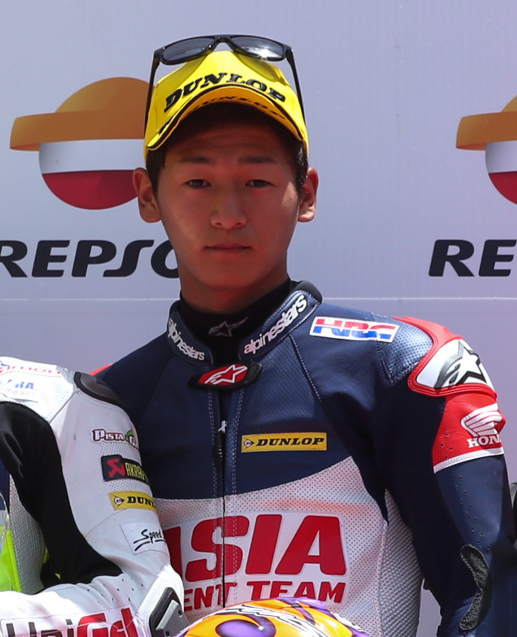
Kaito Toba, 2016.

Kaito Toba (japanska: 鳥羽 海渡?, Toba Kaito), född 7 juli 2000 i Fukuoka prefektur, är en japansk roadracingförare som tävlar i Moto3-klassen i världsmästerskapen i Grand Prix Roadracing. Han har startnummer 27 på motorcykeln.

## Tävlingskarriär
Toba vann Asia Talent Cup premiäråret 2014. Han körde därefter säsongen 2015 i Red Bull Rookies Cup och junior-VM i Moto3. Han körde de serierna även 2016. Toba gjorde VM-debut i Moto3 säsongen 2017 för Honda Team Asia. Resultaten uteblev i stort sett och Toba kom på 37:e plats i VM. Han fick en ny chans av teamet till Roadracing-VM 2019 och tackade genom att vinna årets första Grand Prix, i Qatar 10 mars 2019. Det var den första segern någonsin i Moto3 för en japansk förare.

## Framskjutna placeringar
Uppdaterad till 2020-10-26.
| Nr | Grand Prix | År   |
| -- | ---------- | ---- |
| 1  | Qatar      | 2019 |

| Nr | Grand Prix | År   |
| -- | ---------- | ---- |
| 1  | Teruel     | 2020 |